# BMW 2 Серії
BMW 2 Серії — компактні купе і кабріолети виробництва BMW. Автомобілі замінили купе і кабріолети BMW 1 Серії.

## Coupe/Cabriolet

### Перше покоління (F22/F23, 2013—2021)

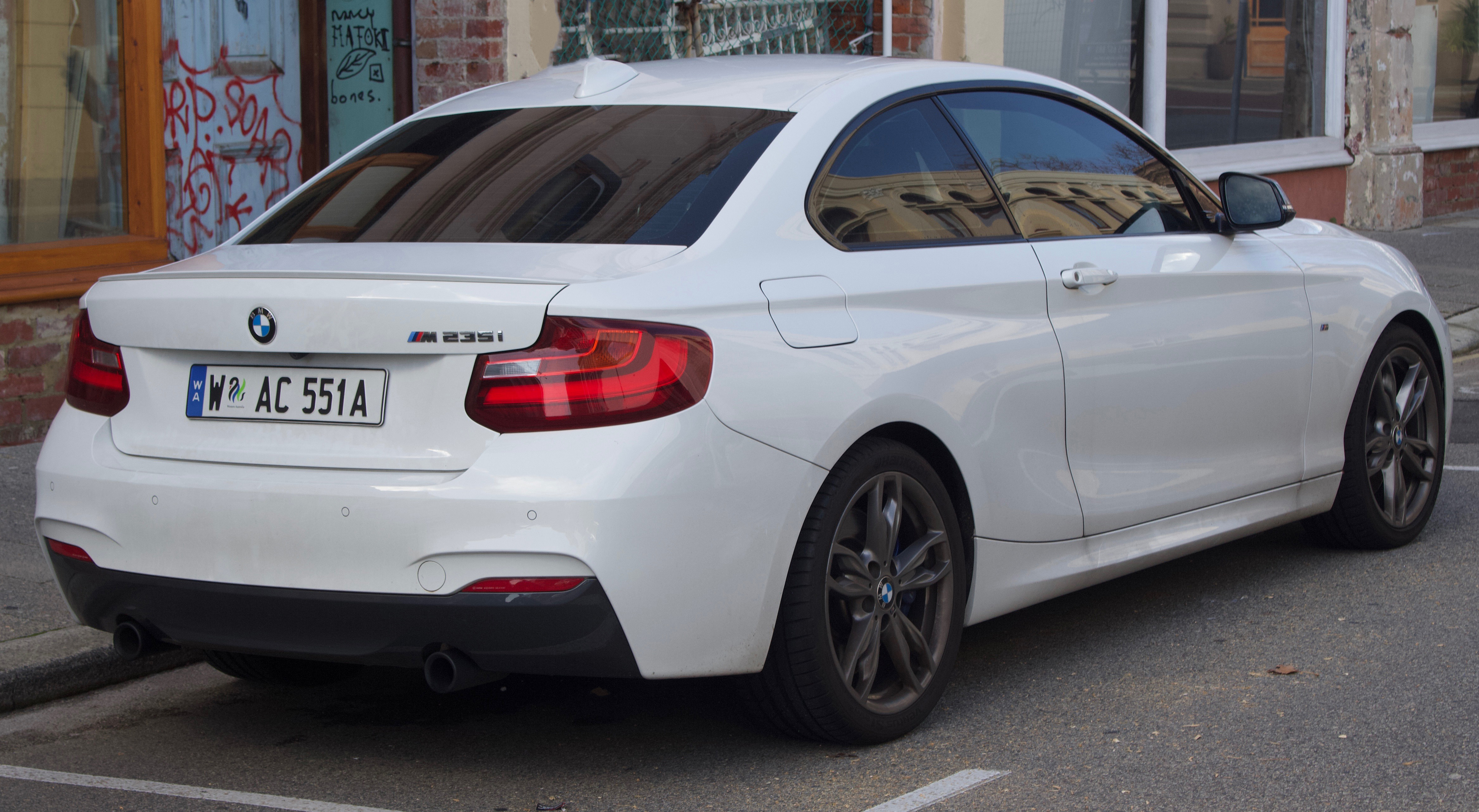
BMW M235i (F22)

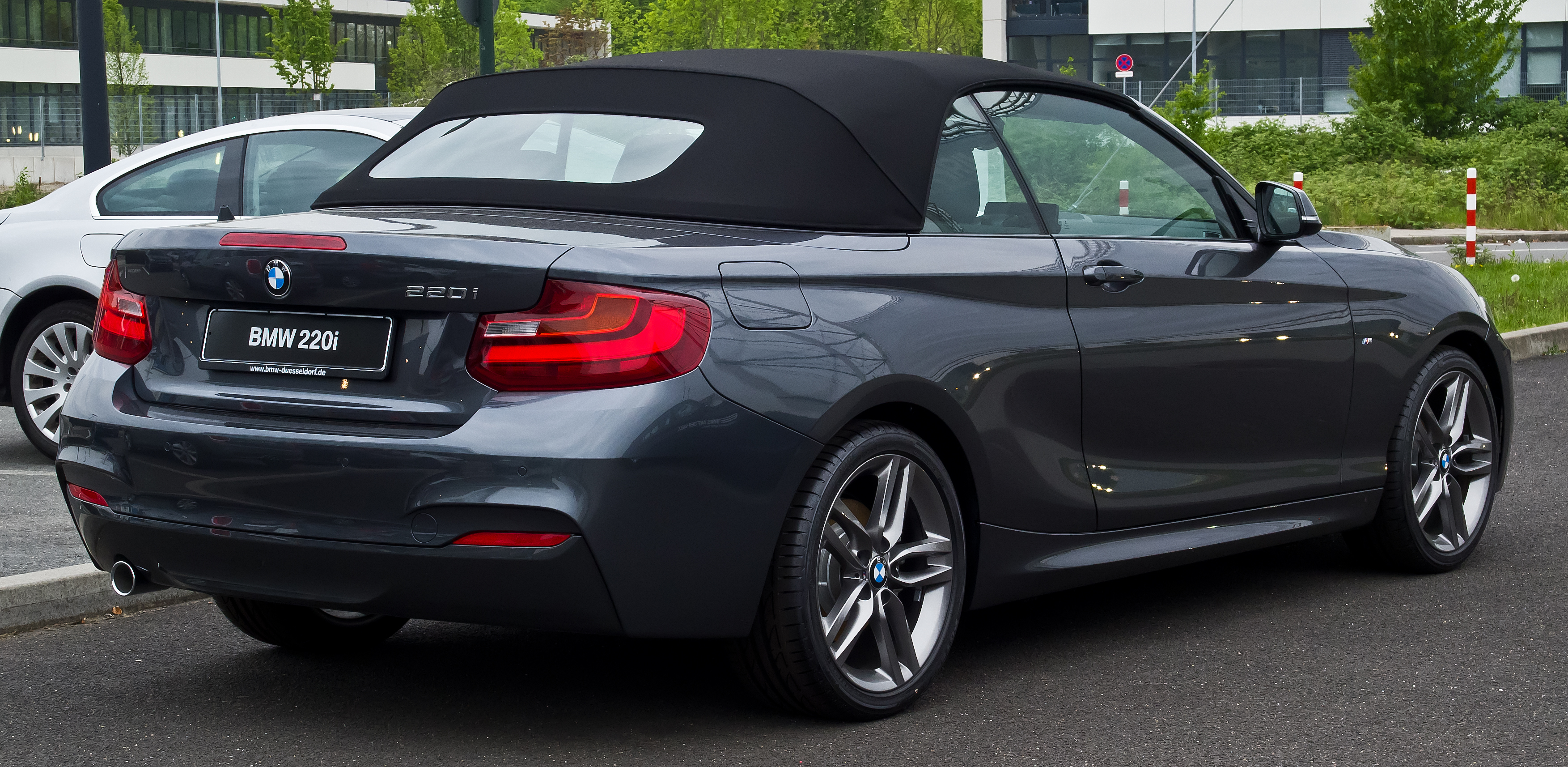
BMW 2 серії (F23)

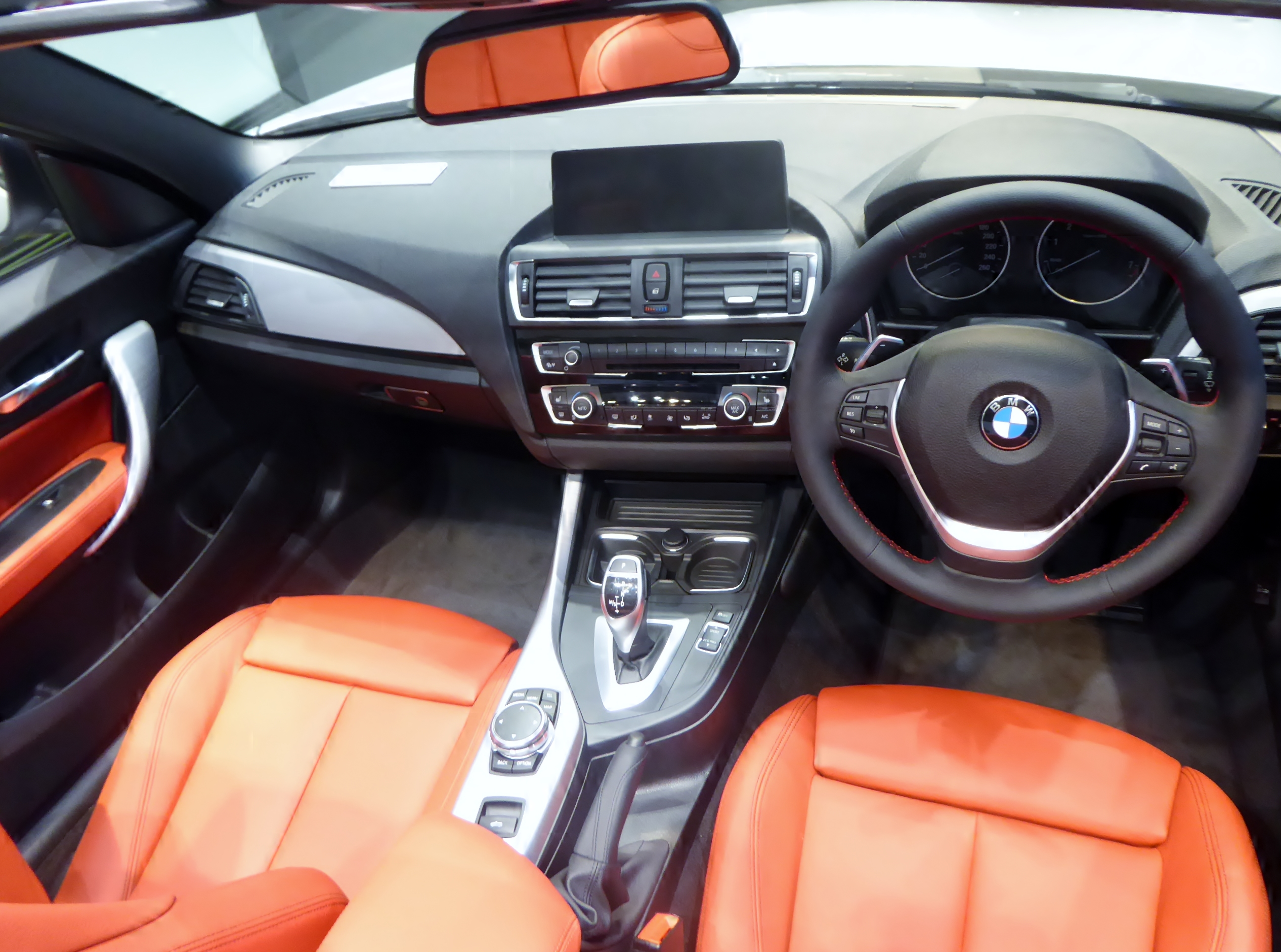

Серійне виробництво купе (F22) розпочалось в 2013 році,.
Купе 2-ї серії прийшло на заміну купе BMW 1 серії (E82).
Автомобіль отримав бензинові версії 220i потужністю 184 к.с. (135 kW) і M235i потужністю 326 к.с. (240 kW) та дизельні 218d потужністю 143 к.с. (105 kW), 220d потужністю 184 к.с. (135 kW) і 225d потужністю 218 к.с. (160 kW). Продажі версії купе почались в березні 2014 року. В вересні 2015 року з'явилося спортивне купе BMW M2 з новим 3,0 літровим шестициліндровим двигуном TwinPower Turbo потужністю 370 к.с. 465 Нм.
В 2015 році на автосалоні в Детройті дебютував кабріолет 2 серії (F23), який технічно ідентичний версії купе.
2016 рік приніс декілька оновлень для купе та кабріолету 2 Series. Елементи пакету «Sport Line» увійшли у базу моделей 228i у кузові купе та 228i у кузові купе та кабріолет з повним приводом. Кабріолету M235i додали систему повного приводу. Пакет «Premium» став стандартним для M235i і M235i xDrive.

#### BMW M235i
На вершині модифікацій BMW 2 серії стоїть задньоприводний BMW M235i з рядним шестициліндровим турбодвигуном потужністю 326 к.с. при 1300-4500 об/хв і крутним моментом 450 Нм. З механічною КПП автомобіль розганяється від 0 до 100 за 5 с, з 8-ст. автоматичною КПП — за 4,8 с. Продажі M235i розпочались навесні 2014 року.
Для гоночних команд розроблена спеціальна модель BMW M235i Racing, що представлена на Детройтському автосалоні з двигуном 3,0 л потужністю 333 к.с. Від серійної BMW M235i модель M235i Racing відрізняється зміненим переднім спойлером, значно розширеними крилами і карбоновими бічними дзеркалами. Автомобіль оснащено диференціалом підвищеного тертя.

#### BMW M2 (F87)

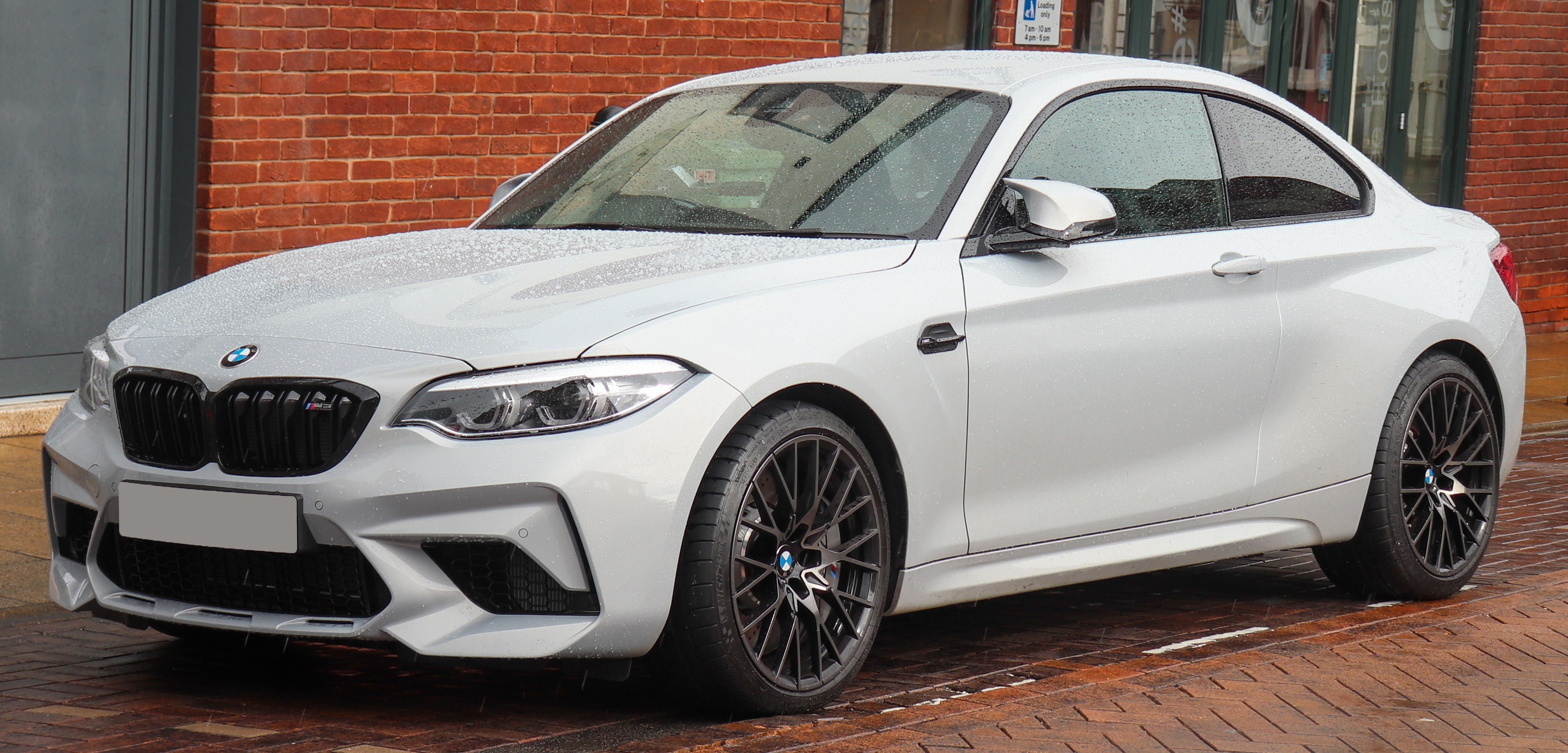
BMW M2 Competition (F87)

У жовтні 2015 року компанія BMW представила новий флагман 2 серії, M2. Він є непрямим наступником купе 1 серії M. Виробництво купе BMW M2 почалося в кінці 2015 року, а продажі у Великій Британії з квітня 2016 року, для ринку Північної Америки автомобіль представлений на Північноамериканському автосалоні в Детройті. Автомобіль комплектується двигуном BMW N55 3.0 л І6, що розвиває потужність 370 к.с. (272 кВт) і агрегатується з 6-ступінчастою механічною коробкою передач. з якою BMW M2 розганяється до 100 км/год за час 4,5 секунди, або за 4,3 секунди з 7-ступінчастим DCT автоматом. Максимальна швидкість обмежена електронікою на позначці 250 км/год, але обмеження, в якості опції, може бути збільшено до 270 км/год.

#### Двигуни
| Модель           | Об'єм     | Клапани   | Потужність при об/хв          | Крутний момент об/хв | Код двигуна | Макс. швидкість | Роки виробництва  |
| Бензинові        | Бензинові | Бензинові | Бензинові                     | Бензинові            | Бензинові   | Бензинові       | Бензинові         |
| ---------------- | --------- | --------- | ----------------------------- | -------------------- | ----------- | --------------- | ----------------- |
| 218i             | 1499 см³  | 12        | 100 kW (136 к.с.)/ 4500–6000  | 220 Нм / 1250–4300   | B38B15      | 210 км/год      | з 03/2015         |
| 220i             | 1998 см³  | 16        | 135 kW (184 к.с.)/ 5000–6250  | 270 Нм / 1250–4600   | N20B20      | 235 км/год      | 11/2013 – 07/2016 |
| 220i             | 1998 см³  | 16        | 135 kW (184 к.с.) / 5000      | 270 Нм / 1350–4600   | B48B20      | 235 км/год      | з 07/2016         |
| 228i             | 1998 см³  | 16        | 180 kW (245 к.с.)/5000–6500   | 350 Нм / 1250–4800   | N20B20      | 250 км/год      | 07/2014–07/2016   |
| 230i             | 1998 см³  | 16        | 185 kW (252 к.с.) / 5200      | 350 Нм / 1450–4800   | B48B20      | 250 км/год      | з 07/2016         |
| M235i/M235ix     | 2979 см³  | 24        | 240 kW (326 к.с.) / 5800–6000 | 450 Нм / 1300–4500   | N55B30      | 250 км/год      | 11/2013–06/2016   |
| M240i/M240ix     | 2979 см³  | 24        | 250 kW (340 к.с.) / 5500      | 500 Нм / 1500–4500   | B58B30      | 250 км/год      | з 07/2016         |
| Дизельні         |           |           |                               |                      |             |                 |                   |
| 218d             | 1995 см³  | 16        | 105 kW (143 к.с.) / 4000      | 320 Нм / 1750–2500   | N47D20      | 213 км/год      | 11/2013–07/2015   |
| 218d             | 1995 см³  | 16        | 110 kW (150 к.с.) / 4000      | 320 Нм / 1500–3000   | B47D20      | 213 км/год      | з 07/2015         |
| 220d             | 1995 см³  | 16        | 135 kW (184 к.с.) / 4000      | 380 Нм / 1750–2750   | N47D20      | 230 км/год      | 11/2013 – 10/2014 |
| 220d/220d xDrive | 1995 см³  | 16        | 140 kW (190 к.с.) / 4000      | 400 Нм / 1750–2500   | B47D20      | 230 км/год      | з 11/2014         |
| 225d             | 1995 см³  | 16        | 160 kW (218 к.с.) / 4400      | 450 Нм / 1750–2500   | N47D20      | 242 км/год      | 11/2013 – 07/2015 |
| 225d             | 1995 см³  | 16        | 165 kW (224 к.с.) / 4400      | 450 Нм / 1500–3000   | B47D20      | 243 км/год      | з 07/2015         |

#### Виробництво
| рік    | авто    |
| ------ | ------- |
| 2014   | 41,038  |
| 2015   | 157,144 |
| 2016   | 196,183 |
| 2017   | 181,113 |
| 2018   | 152,215 |
| всього | 727,693 |

### Друге покоління (G42, з 2021 року)

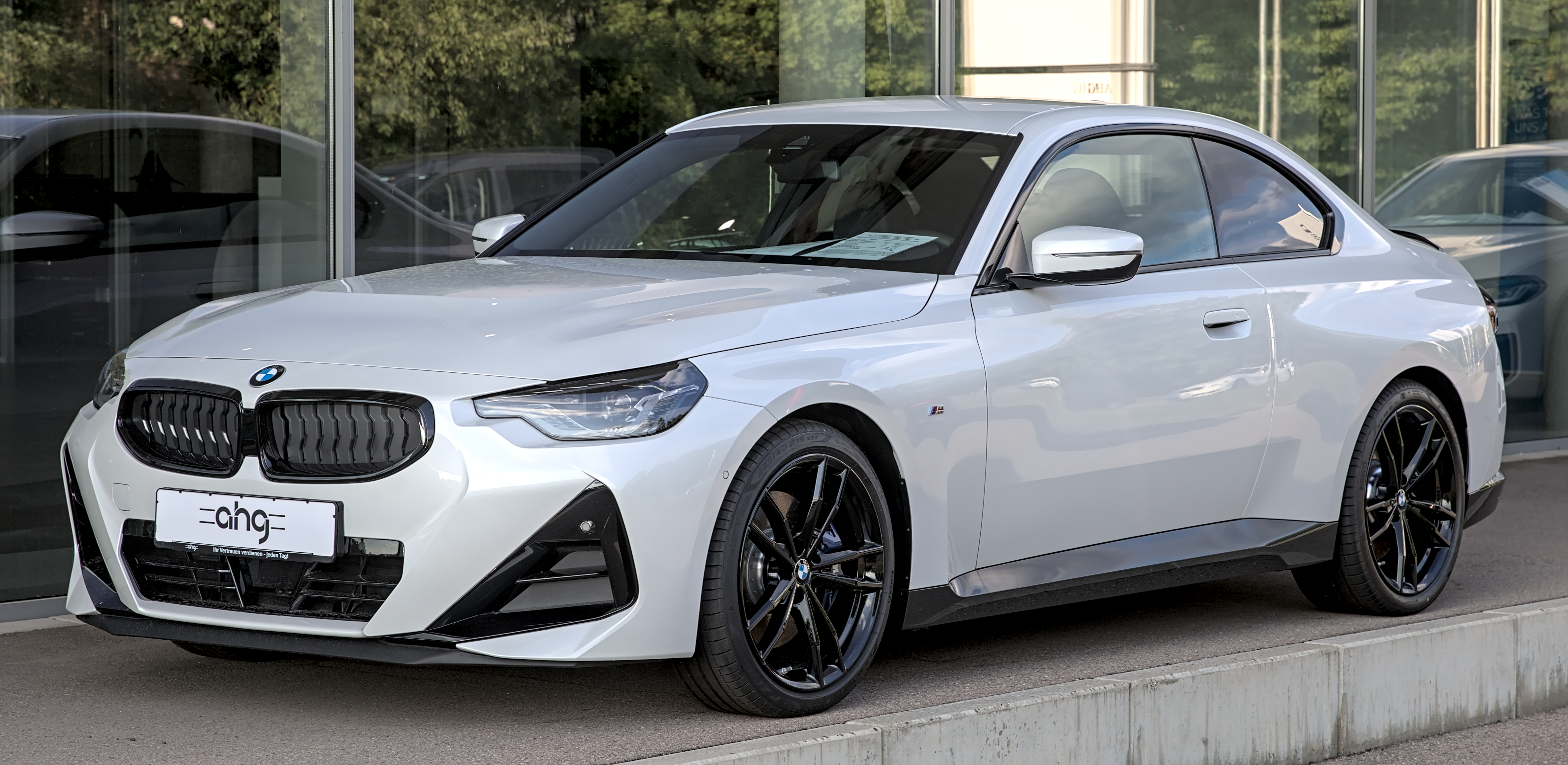
BMW 220i (G42)

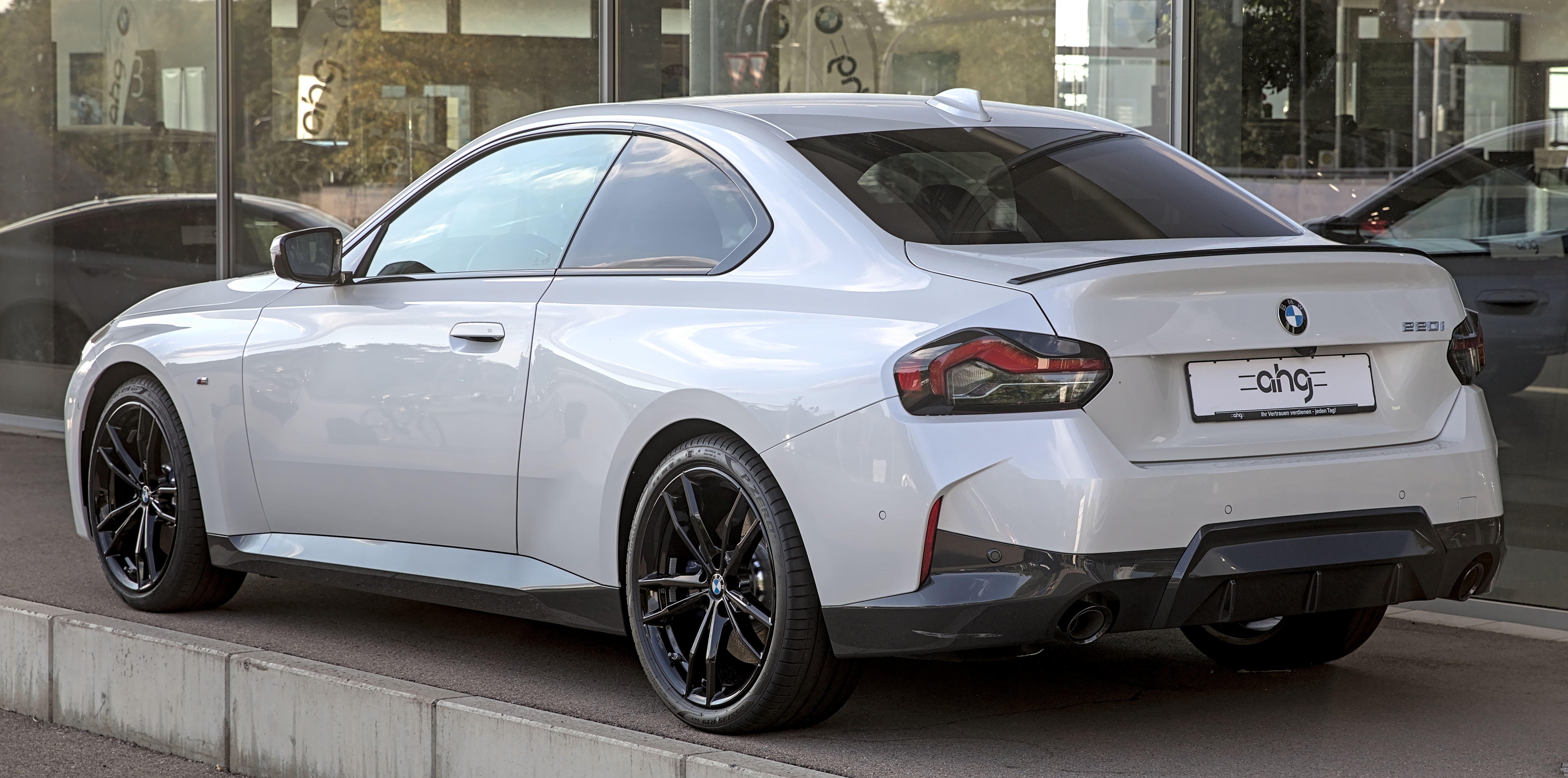
BMW 220i (G42)

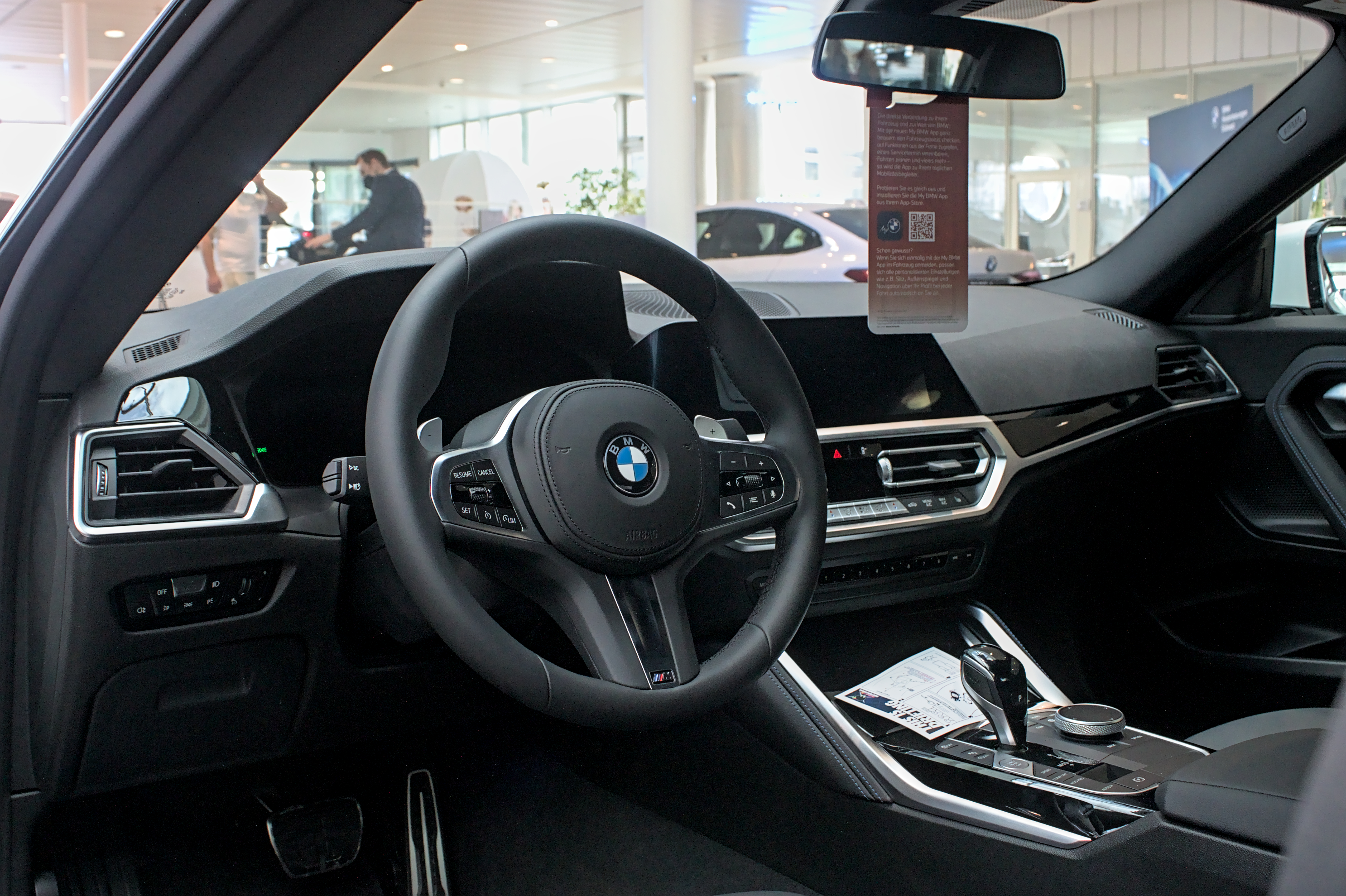

Купе 2-го покоління 2 серії було представлено в липні 2021 року, як наступник купе та кабріолету серії 2 F22. G42 побудований на задньоприводній платформі CLAR з розподілом 50:50 та має багато механічних компонентів та двигун із серіями 3 G20 та 4 G22. На відміну від свого попередника, купе другого покоління більше не випускається з механічною коробкою передач і не доповнюється кабріолетом. Стартові моделі складаються з м'якого гібридного дизельного двигуна 220d, бензинового двигуна 220i, 230i та M240i xDrive.

#### Двигуни
- 2.0 L B48 I4 turbo 184 к.с. 300 Нм
- 2.0 L B48 I4 turbo 245 к.с. 400 Нм
- 3.0 L B58 I6 turbo 374 к.с. 500 Нм
- 2.0 L B47 I4 turbo diesel 190 к.с. 400 Нм

## Active Tourer/Gran Tourer (F45/F46, 2014 - 2021)

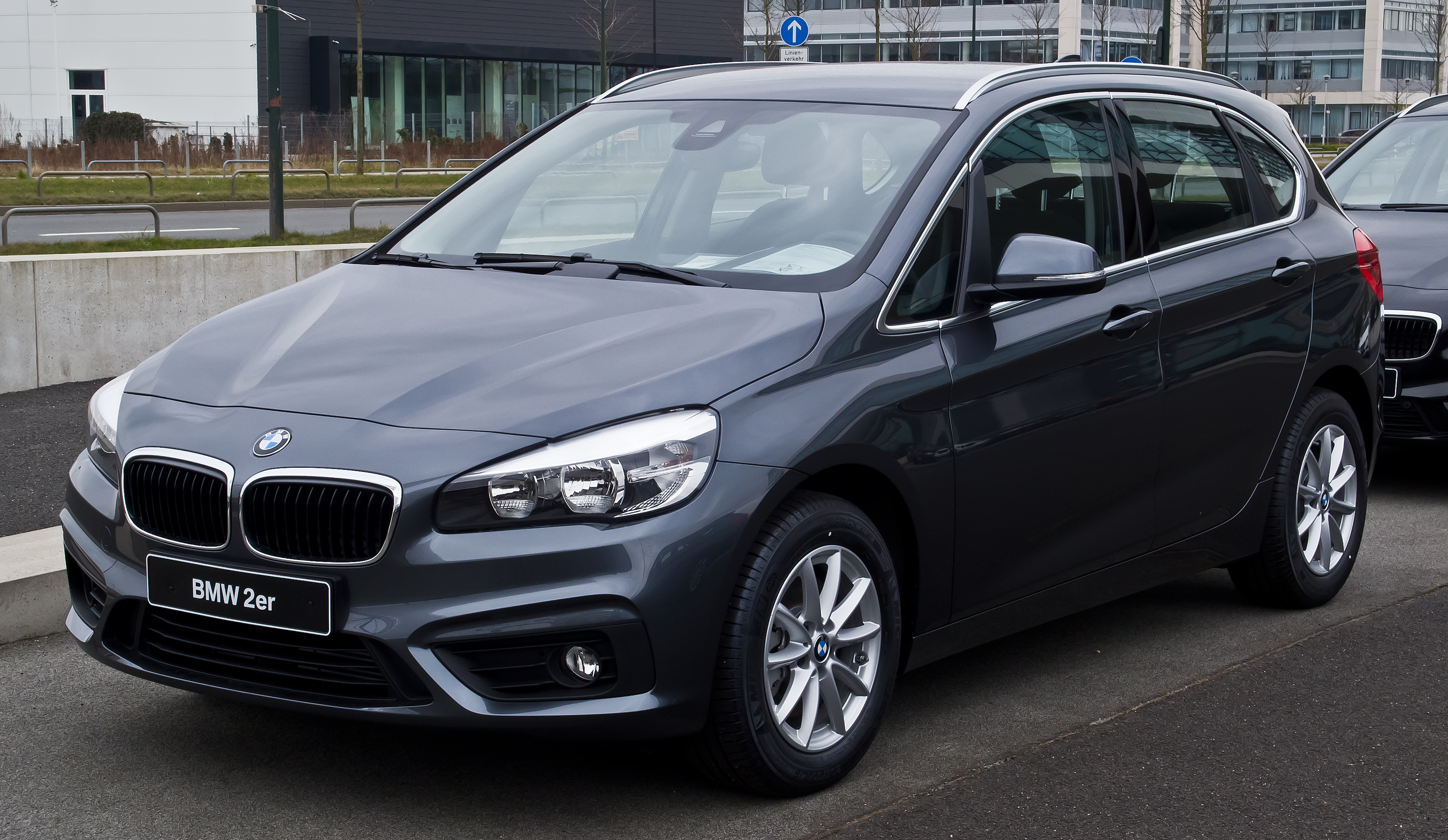
BMW 218i Active Tourer

Компактвен під назвою BMW 2 Серії Active Tourer (заводський індекс F45) дебютував на автосалоні в Женеві в березні 2014 року. Автомобіль побудовано на передньоприводній платформі UKL1, під капотом є велика лінійка чотири-і трьохциліндрових двигунів, у тому числі 1,5 л трьохциліндровий бензиновий з турбіною (136 к.с. і 220 Нм), 2,0 л бензиновий з турбіною (231 к.с. і 350 Нм) і 2,0 л турбодизель (150 к.с. і 330 Нм). 2 Серії Active Tourer складає конкуренцію Mercedes-Benz B-Класу.

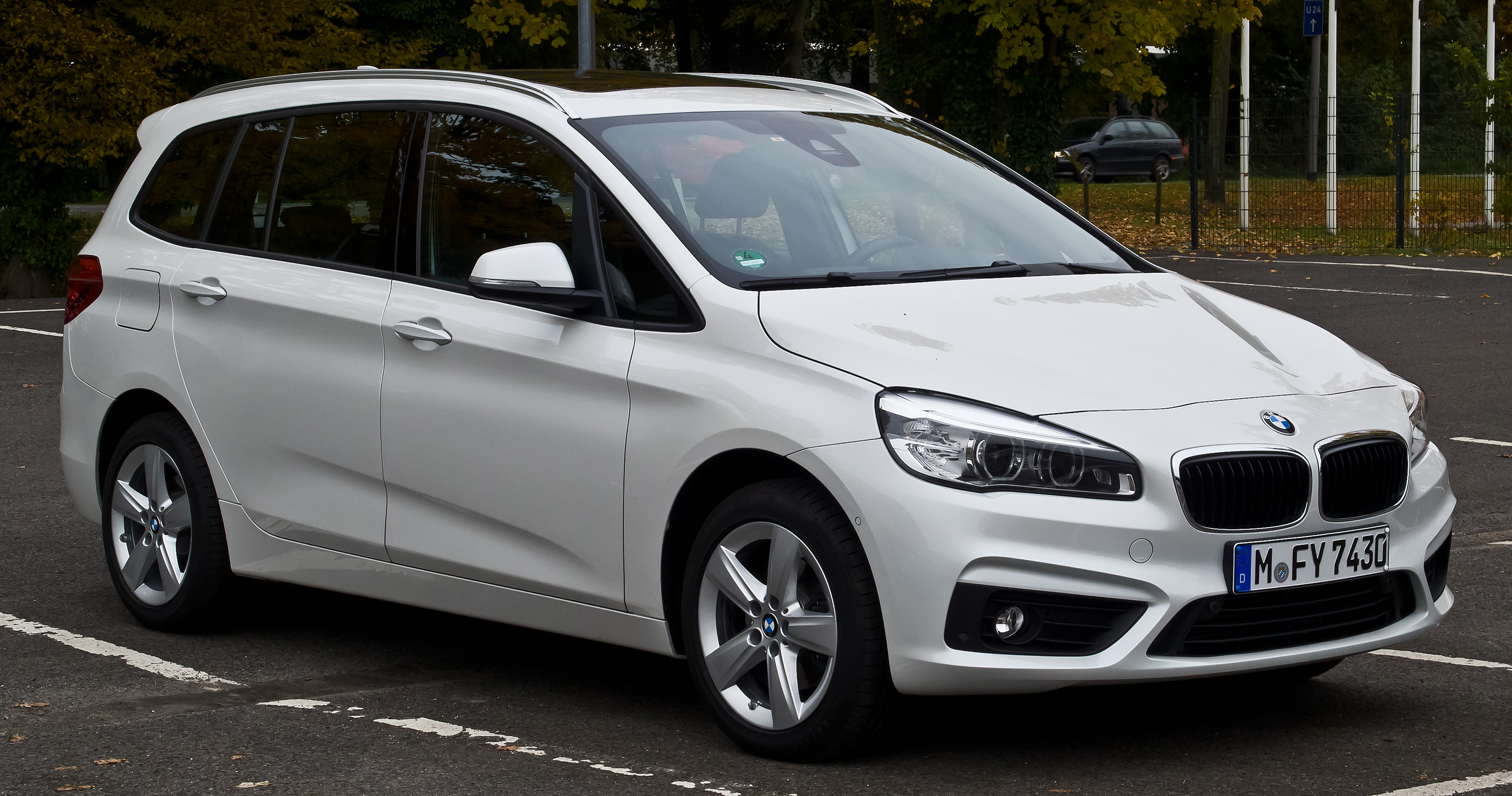
BMW 218d Gran Tourer Advantage (F46)

Крім звичайної п'ятимісної моделі в 2014 році з'явилася семимісна подовжена версія Gran Tourer (F46).

## Gran Coupe (F44, з 2019)

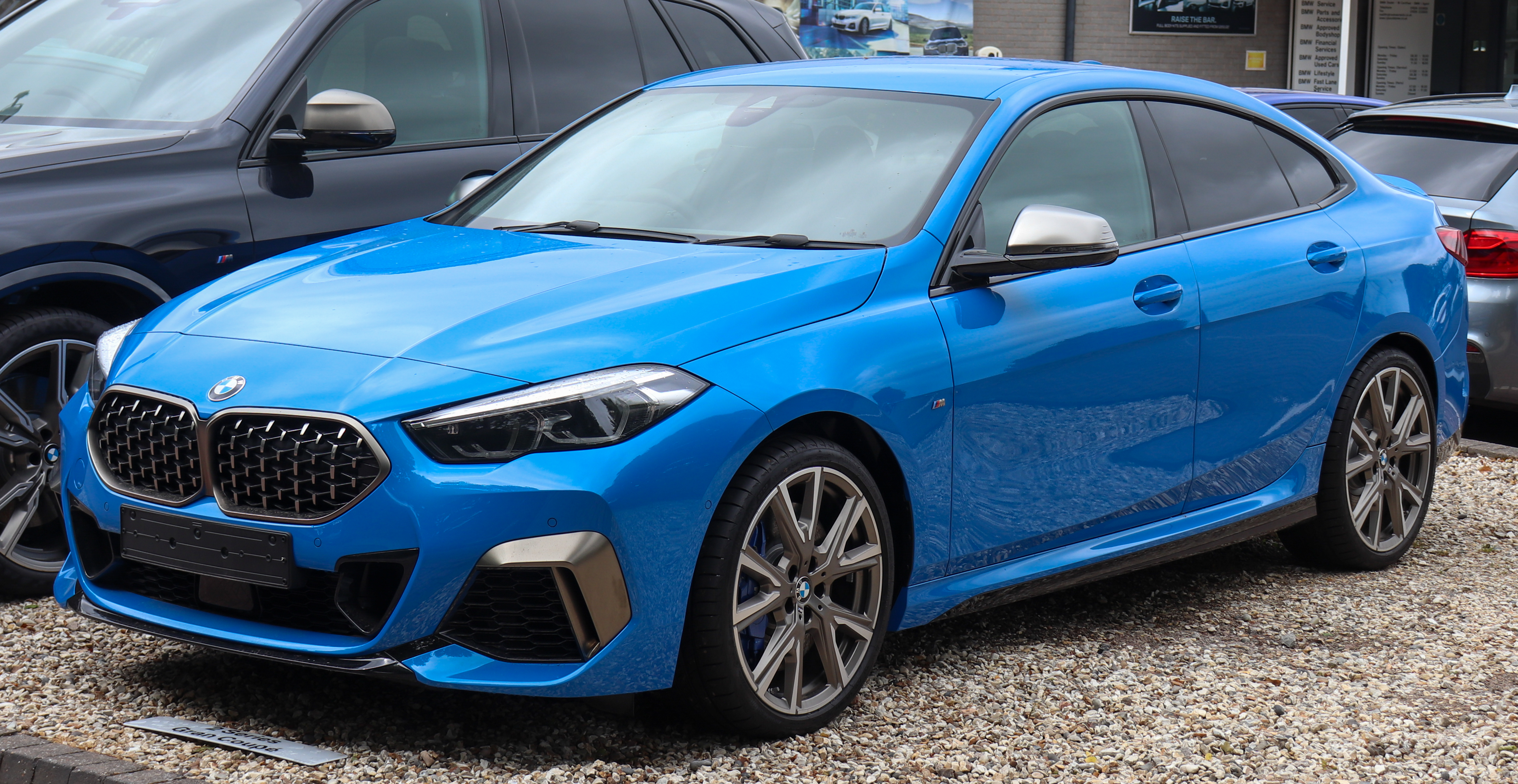
BMW 235i Gran Coupe F44

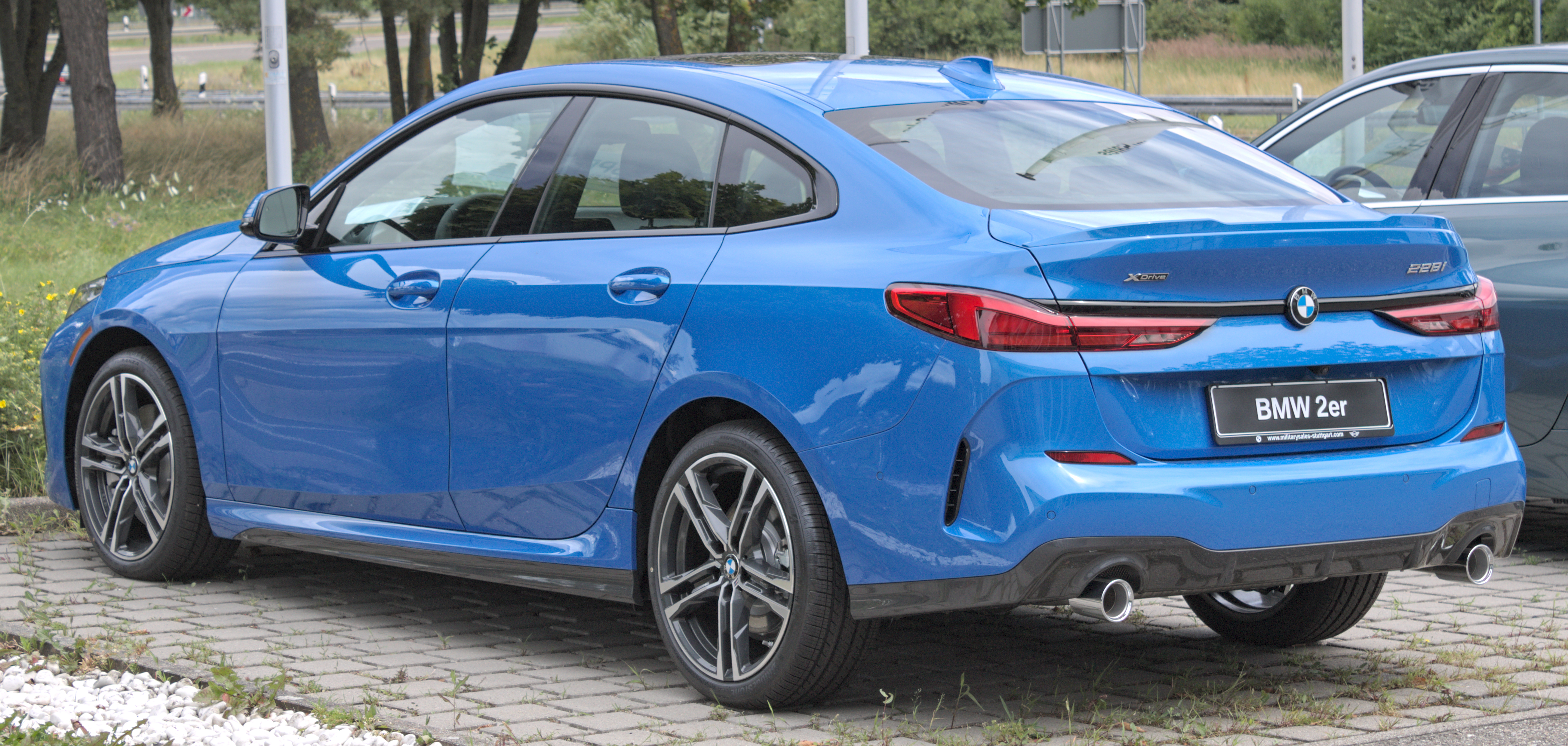

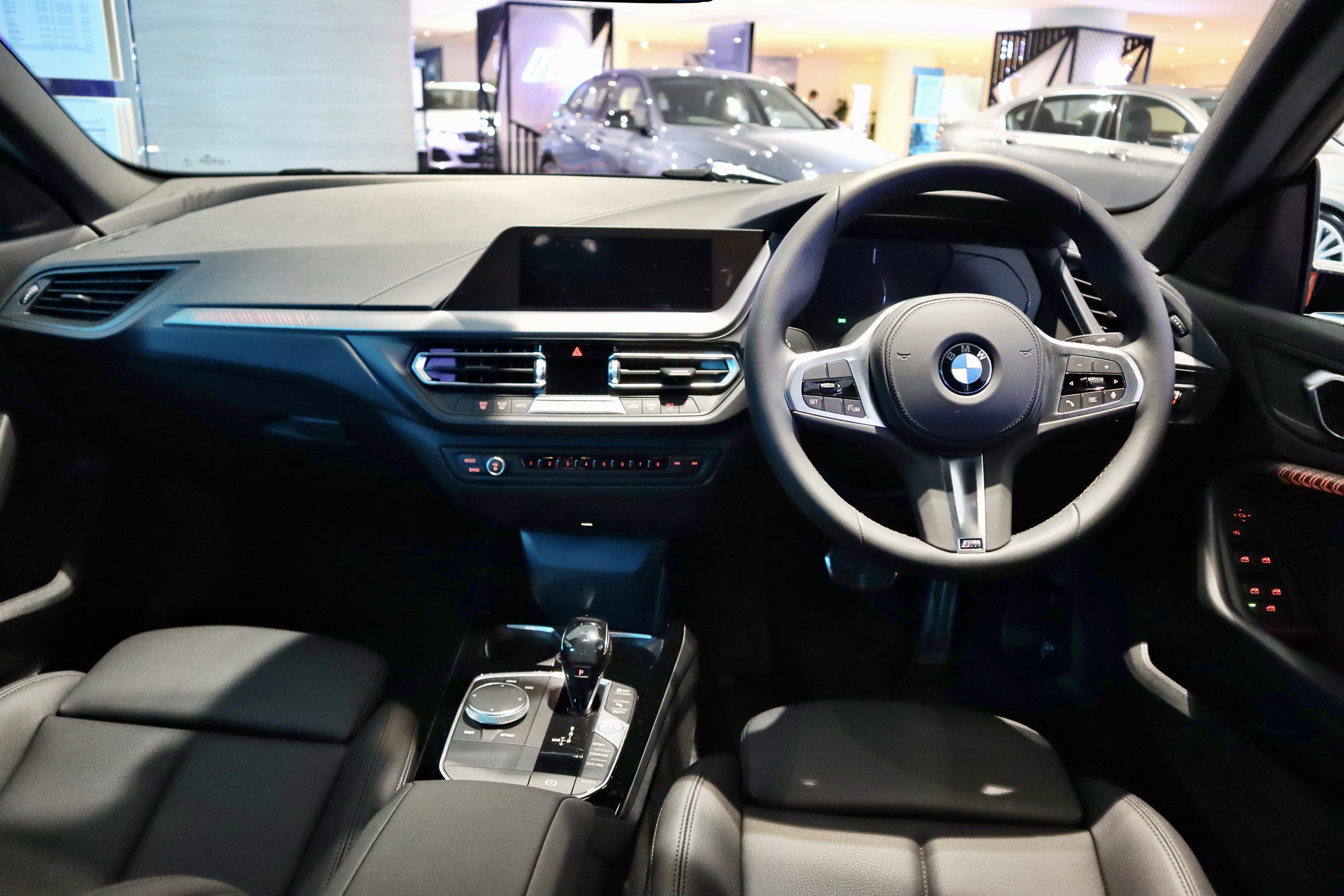

16 жовтня 2019 року BMW представив варіант 2 Серії Gran Coupé (F44), офіційна прем'єра відбулась в листопаді на автосалоні в Лос-Анджелес. Автомобіль побудований на платформі BMW UKL з переднім приводом, як Active Tourer (F45) і Gran Tourer (F46).
Стійки McPherson спереду, багатоважільна підвіска ззаду - навіть на передньопривідних версіях. Для зниження безпружинних мас в шасі застосовано велику кількість алюмінію і високоміцних сталей. Використано гідравлічні опори силового агрегату, щоб знизити вібрації. Передавальне відношення кермового приводу - 15,0: 1.
В продаж купе надійшло в березні 2020 року і конкурує з Mercedes-Benz CLA-Клас.
У 2021 модельному році версія Gran Coupe отримала оновлення системи мультимедіа. Стандартною стала функція Android Auto. В якості опції з'явилось два 10,25-дюймових екрани: один керує мультимедіа, інший замінює приладову панель. 
Багажник 2 Серії Gran Coupe має об'єм 424 л. 

### Двигуни
- 1.5 L B38A15 I3-T 136/140 к.с.
- 2.0 L B48 I4-T 178 к.с.
- 2.0 L B48A20T1 I4-T 306 к.с.
- 1.5 L B37C15 I3-T (diesel) 116 к.с.
- 2.0 L B47D20 I4-T (diesel) 150/190 к.с.